# Itatiaiuçu
Itatiaiuçu là một đô thị thuộc bang Minas Gerais, Brasil. Đô thị này có diện tích 295,062 km², dân số năm 2007 là 8953 người, mật độ 30,3 người/km².